# Matisia uberrima
Matisia uberrima är en malvaväxtart som beskrevs av Fern.Alonso. Matisia uberrima ingår i släktet Matisia och familjen malvaväxter. Inga underarter finns listade i Catalogue of Life.